# Singgalang
De berg Singgalang (Minangkabaus: Gunuang Singgalang) is een vulkaan in West-Sumatra, Indonesië.
De berg ligt in de buurt van de stad Bukittinggi en Padang Panjang. De hoogte van de berg is 2877 meter. De vulkaan vormt een tweelingvulkaan samen met de vulkaan Tandikat maar alleen van de laatstgenoemde is ooit vulkanische activiteit gedocumenteerd. Een andere vulkaan in de regio is de Marapi.